# Konstantinos Mourikis
Konstantinos "Kostas" Mourikis (em grego:  Κωνσταντίνος Μουρίκης; Marusi, 11 de julho de 1988) é um jogador de polo aquático grego.

## Carreira
Mourikis foi medalhista de bronze no Campeonato Mundial de Cazã, em 2015. Representou a Seleção Grega de Polo Aquático em duas edições de Jogos Olímpicos: 2012 e 2016.